# Collectif Umbra
Le collectif Umbra (Society of Umbra) est une association américaine à buts culturels composée de jeunes poètes afro-américains, formée à Manhattan dans le Lower East Side, en 1962, et s'inscrivant dans la mouvance du Black Arts Movement.

## Histoire
Dans le contexte de la présidence de John F. Kennedy, Umbra reste l'un des premiers « collectifs » issu du Mouvement afro-américain des droit civiques. Ces poètes peuvent être regardés comme pionniers dans la mesure où ils se revendiquaient en tant que groupe littéraire noir ; leur positionnement politique et culturel, véritable rupture, se veut radical et contre l'ordre établi et en désaccord avec la littérature blanche dominante, y compris avec le mouvement Beat. 
Parmi les membres du collectif, on trouve David Henderson (poète) (en), cofondateur et futur biographe de Jimi Hendrix, Nannie, Walter Bowe, Harold W. Cruse (qui travaillait alors sur son essai The Crisis of the Negro Intellectual, paru en 1967), Tom Dent, Calvin C. Hernton (en), Ishmael Reed, Rolland Snelling, Rosa Guy, Joe Johnson, LeRoi Jones (Amiri Baraka, un temps proche des poètes Beat) et Sarah E. Wright (en). 
Il exista des liens entre Umbra et l'organisation littéraire noire nationaliste On Guard for Freedom (Harlem Writers Guild), fondée en 1960 par Calvin Hicks (en) et également située dans le Lower East Side. On Guard for Freedom s'était d'abord fait connaître en dénonçant en février 1961, auprès de l'ONU, l'assassinat du leader congolais Patrice Lumumba, puis, avec Umbra, déposent ensemble une motion de nouveau auprès de l'ONU, portant cette fois sur la tentative de renversement du régime cubain castriste lors de l'épisode du débarquement de la baie des Cochons.
Une scission survint, au moment où Amiri Baraka prend l'ascendant sur le groupe, entre, ceux qui voulaient principalement être des militants politiques et ceux qui se considéraient avant tout comme poètes, mais, dans une certaine mesure, tous étaient militants car être un écrivain noir dans l’Amérique des années 1960 constituait déjà une posture politique.
Clairement progressiste et de gauche, Umbra, ne s'affiche pas pour autant résolument marxiste. On note des liens avec le Watts Writers Workshop qui est un peu le pendant d'Umbra sur la côte Ouest, et avec Quincy Troupe.

## Umbra Magazine
Le collectif publia un périodique sous la direction de Henderson, Umbra Magazine,, qui portait sur les réunions et ateliers organisées tous les vendredis soir, ainsi que sur des lectures publiques dans le Lower East Side de Manhattan durant l'été 1962. Y prirent notamment la parole Richard Wright, Alice Walker et Ishmael Reed.